# Ixora guillotii
Ixora guillotii là một loài thực vật có hoa trong họ Thiến thảo. Loài này được Hochr. mô tả khoa học đầu tiên năm 1908.